# Mya Than Tint
Vous pouvez aider à l'améliorer ou bien discuter des problèmes sur sa page de discussion.
- Il ne cite pas suffisamment ses sources. Vous pouvez indiquer les passages à sourcer avec {{référence nécessaire}} ou {{Référence souhaitée}}, et inclure les références utiles en les liant aux notes de bas de page. (Marqué depuis janvier 2020)
- La traduction est incomplète. (Marqué depuis janvier 2020)

- Archive Wikiwix
- Bing
- Cairn
- DuckDuckGo
- E. Universalis
- Gallica
- Google
- G. Books
- G. News
- G. Scholar
- Persée
- Qwant
- (zh) Baidu
- (ru) Yandex
- (wd) trouver des œuvres sur Wikidata

Mya Than Tint (en birman : မြသန်းတင့်; MLCTS: mra. san: tang. [mja̰ θáɴ tɪ̰ɴ]), né le 23 mai 1929 à Myaing et mort le 18 février 1998 à Rangoon, est un écrivain et traducteur birman. 
Il a remporté cinq fois le Myanmar National Literature Award[réf. nécessaire].

## Biographi e
Né le 23 mai 1929 à Myaing, Pakokku Township, Magway Division, Myanmar sous le nom de Mya Than, il est le plus jeune des sept enfants de Paw Tint et de sa femme Hlaing.
Mya Than Tint a intégré l'Université de Rangoun en 1948, l'année où la Birmanie devint indépendante. Il a été diplômé de philosophie,sciences politiques et littérature anglaise en 1954.
Sa carrière d'écrivain commence en 1949 avec la publication de sa nouvelle Refugee (ဒုက္ခသည်) dans le magazine Tara (တာရာ) (no 21, vol. 3, 1949). Son premier travail de traduction est Malva et autres nouvelles par Maxime Gorki. Il publie de nombreuses nouvelles, des documentaires, et des traductions au long d'une carrière de 50 ans.
Son ouvrage Dataung Ko Kyaw Ywei, Mee Pinle Ko Hpyat Myi  (ဓားတောင်ကိုကျော်၍ မီးပင်လယ်ကိုဖြတ်မည်) (1973) est considéré comme son chef-d'œuvre[réf. nécessaire]. Il traduit aussi en birman des ouvrages classiques tels que Guerre et Paix (စစ်နှင့် ငြိမ်းချမ်းရေး), Autant en emporte le vent (လေရူးသုန်သုန်) et d'autres. 
Mya Than Tint a été emprisonné comme prisonnier politique entre 1963 et 1972 par le régime militaire de Ne Win.
Il meurt chez lui à 68 ans, à son domicile de Sanchaung Township à Rangoon. Il est incinéré et repose au cimetière Hteinpin de Rangoon.

## Œuvres
- 1960 : A-hmaung Yeik We
- 1960 : Like Hkedaw Mya Nanda
- 1973 : Dataung Ko Kyaw Ywei, Mee Pinle Ko Hpyat Myi
- 1999 : Taungthaman Shwe Inn ga Lei-hnyin Sawdaw
- 2015 : Myanmar: The Longest War